# هیوبر هایتس (اوهایو)
هیوبر هایتس(به انگلیسی: Huber Heights) شهری در ایالت اوهایو کشور ایالات متحده آمریکا است که جمعیت آن در سرشماری سال ۲۰۱۰ میلادی، ۳۸٬۱۰۱ نفر بوده‌است.